# Gongylidiellum hipponense
Gongylidiellum hipponense là một loài nhện trong họ Linyphiidae.
Loài này thuộc chi Gongylidiellum. Gongylidiellum hipponense được Eugène Simon miêu tả năm 1926.